# Hiệp hội phê bình phim Quốc gia (Hoa Kỳ)
Hiệp hội phê bình phim Quốc gia (Hoa Kỳ) (tiếng Anh: National Society of Film Critics) là một tổ chức phê bình điện ảnh Hoa Kỳ. Tổ chức này được biết đến với khiếu thẩm mỹ cao, đồng thời, giải thưởng hàng năm của tổ chức cũng là một trong những giải thưởng phê bình phim uy tín nhất ở Hoa Kỳ. Tính đến tháng 1 năm 2014, Hiệp hội phê bình phim Quốc gia có khoảng 60 thành viên viết cho nhiều tờ báo hàng tuần cũng như hàng ngày, các ấn phẩm và phương tiện truyền thông lớn.

## Lịch sử
Hiệp hội phê bình phim Quốc gia được thành lập vào năm 1966 trong một căn hộ ở thành phố New York. Đây là căn hộ của nhà phê bình Hollis Alpert (tạp chí Saturday Review), một trong những nhà phê bình phim từng từ chối tham gia vào Hội phê bình phim New York, vì tổ chức này thường chỉ trích người đã làm việc cho báo dòng chính. Những người đồng sáng lập của ông bao gồm Pauline Kael, một nhà văn của tờ The New Yorker;  Joe Morgenstern, khi đó là nhà phê bình phim cho Newsweek; và Richard Schickel, một nhà phê bình phim cho tạp chí Life.  Hội cũng được thành lập với mục đích chống lại ảnh hưởng của nhà phê bình Bosley Crowther của New York Times, người thống trị làng phê bình phim New York trong nhiều năm. Các nhà sáng lập ban đầu đã gọi nhóm mới của họ là một tổ chức "quốc gia" vì họ đã viết cho một số tạp chí và tờ báo có lưu hành quốc gia. Các thành viên nổi bật trong quá khứ bao gồm Dave Kehr, Jonathan Rosenbaum, Roger Ebert, Richard Corliss và Stanley Kauffmann; các thành viên nổi bật hiện tại bao gồm Peter Travers, Stephanie Zacharek, Kenneth Turan, Lisa Schwarzbaum, Gerald Peary, David Sterritt và David Edelstein.
Tổ chức này được biết đến với khiếu thẩm mỹ cao, và giải thưởng hàng năm của nó là một trong những giải thưởng phê bình phim uy tín nhất ở Hoa Kỳ. Trong những năm qua, nhiều chiến thắng ở hạng mục Phim hay nhất của họ thường là phim nước ngoài và danh sách những người đoạt giải hiếm khi trùng khớp với những người đoạt Giải Oscar cho cùng hạng mục. Cụ thể, trong 40 năm qua, Hiệp hội phê bình phim Quốc gia chỉ có vỏn vẹn 7 trường hợp trùng giải với Oscar: Annie Hall năm 1977, Unforgiven năm 1992 Bản danh sách của Schindler năm 2003, Million Dollar Baby năm 2004, The Hurt Locker năm 2009, Spotlight năm 2015 và Moonlight năm 2016.
Hiêp hội phê bình phim Quốc gia cũng là đại diện của Mỹ tại Liên đoàn phê bình phim quốc tế (FIPRESCI). Đây là tổ chức có sự góp mặt của các liên đoàn phim quốc gia, nơi hiện diện của các nhà phê bình phim chuyên nghiệp và các nhà báo phim từ khắp nơi trên thế giới.

## Giải thưởng điện ảnh thường niên
- Phim hay nhất
- Đạo diễn xuất sắc nhất
- Nam diễn viên chính xuất sắc nhất
- Nữ diễn viên chính xuất sắc nhất
- Nam diễn viên phụ xuất sắc nhất
- Nữ diễn viên phụ xuất sắc nhất
- Kịch bản hay nhất
- Quay phim xuất sắc nhất
- Phim nói tiếng nước ngoài hay nhất
- Phim phi hư cấu hay nhất